# Reimersholmsbron

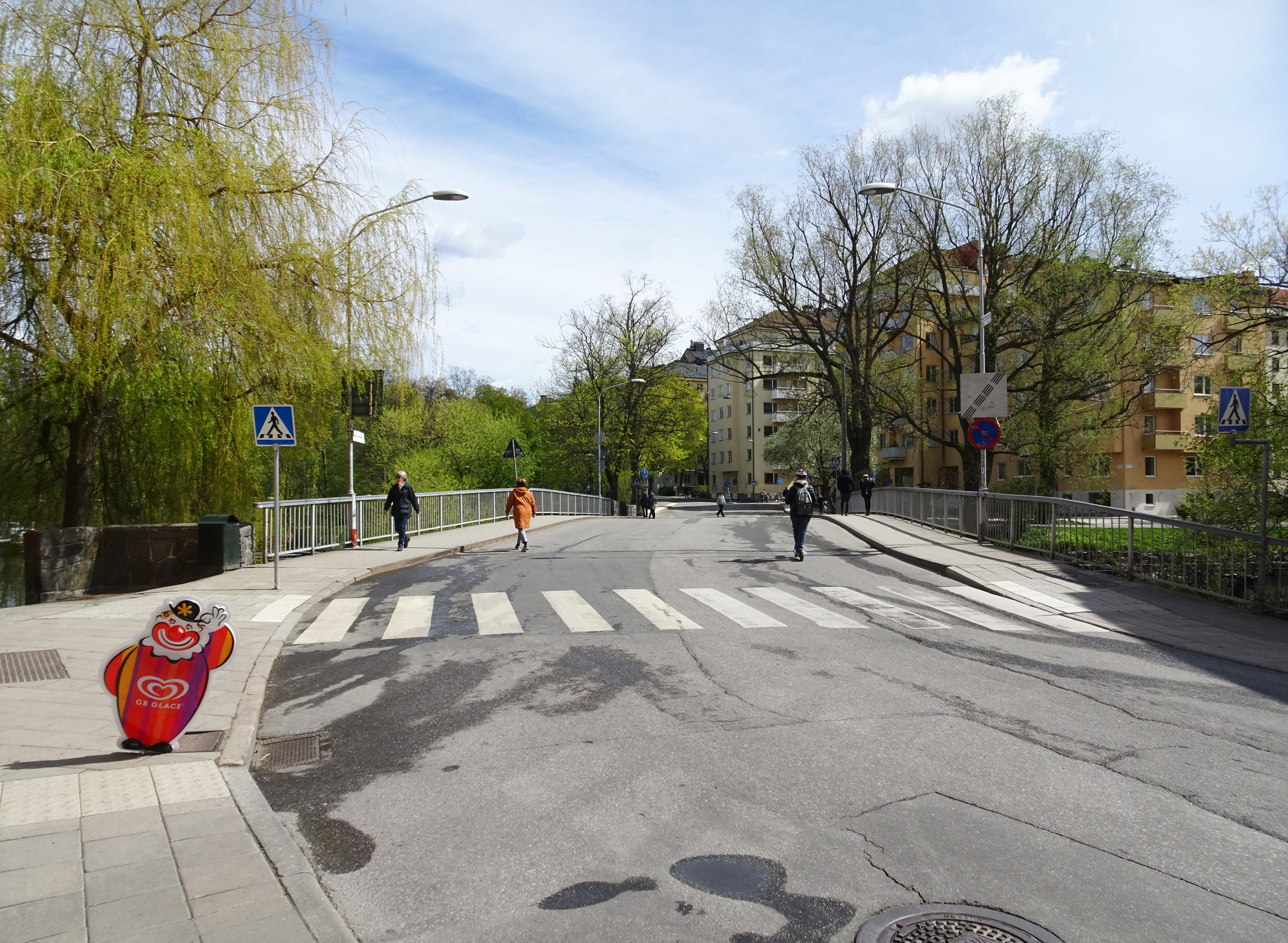
Reimersholmsbron österut, maj 2020.

Reimersholmsbron är en bro i Stockholm, som leder från Södermalm till Reimersholme. Nuvarande bro uppfördes 1942 och fick sitt nuvarande namn 1949. Ett äldre namn är Reimersbron.

## Historia

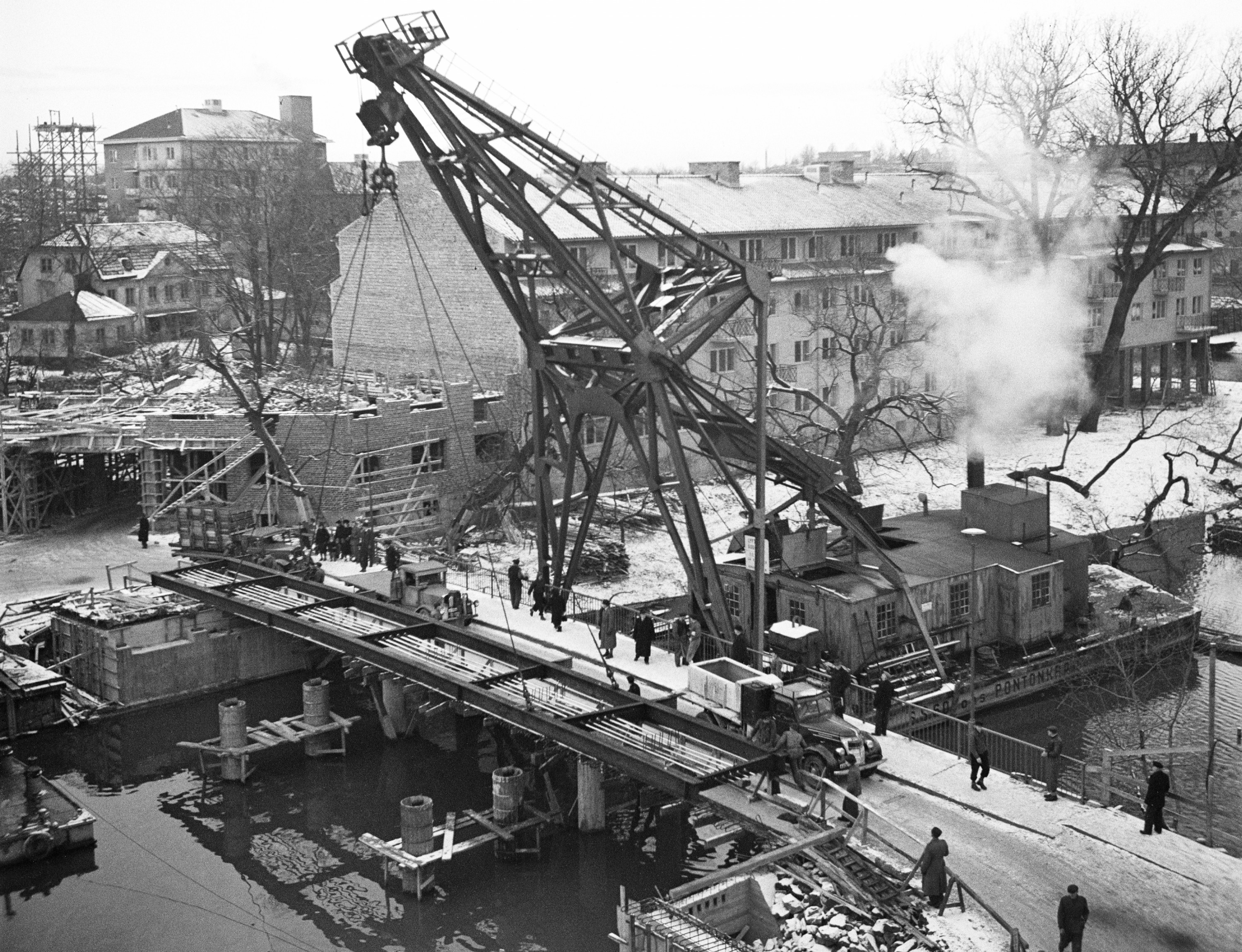
Reimersholmsbron, bygget 1942.

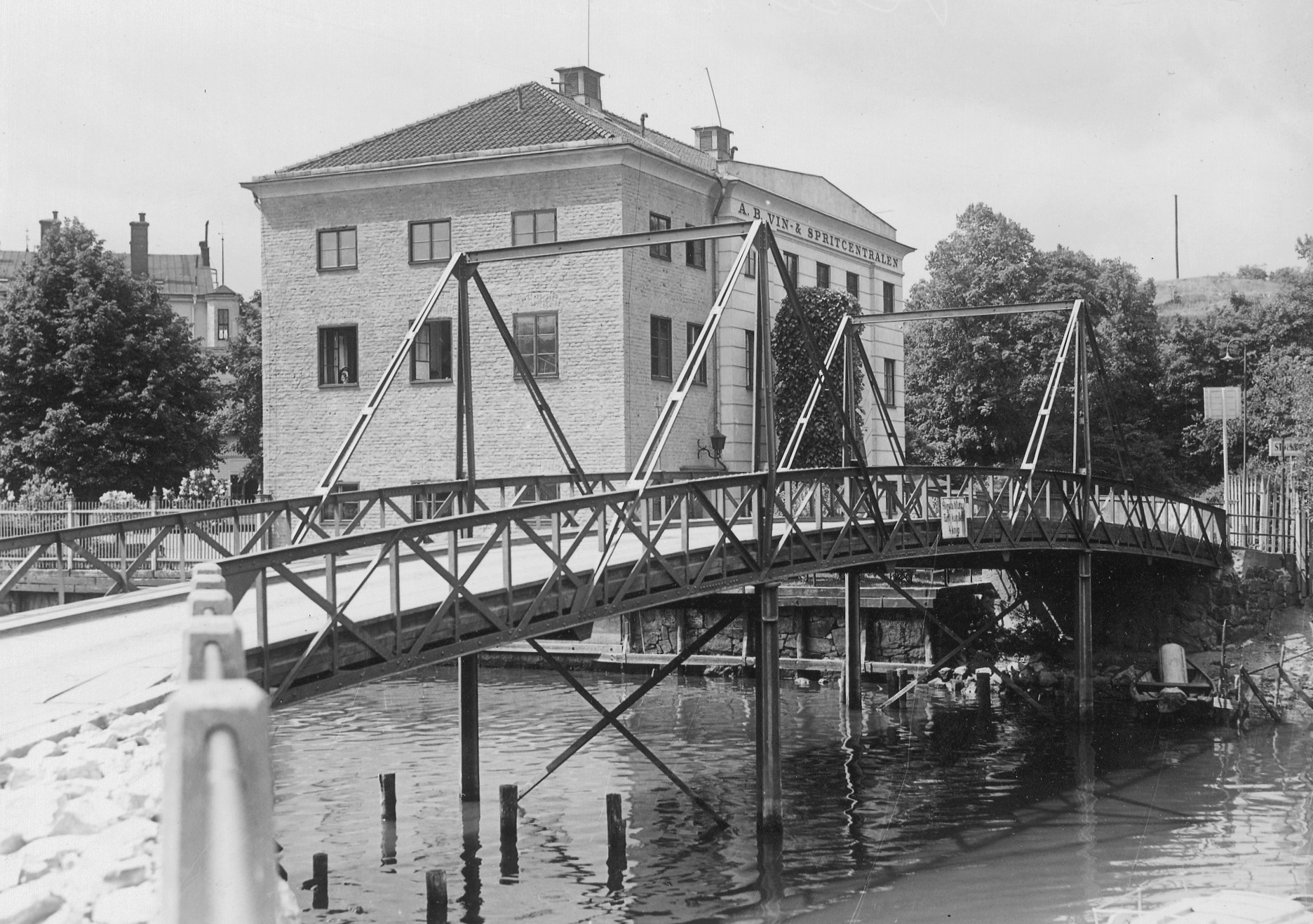
Gamla Reimersholmsbron.

Fram till början av 1800-talet fanns ingen broförbindelse mellan Reimersholme och fastlandet. Poeten Johan Elers konstaterade 1801: Överfarten till ön från Södra malmen är helt kort, men dertil måste båt eller färga nyttjas.... Den första broförbindelsen med Södermalm tillkom mellan 1815 och 1818 och visas på kartan till Wägvisaren i Stockholm från 1819. Bron skall enligt uppgift ha bekostats av Johan August Sandels inför ett besök av Karl XIV Johan på ön. Sandels ägde vid denna tid sommarbostaden Charlottenburg, belägen vid Reimersholmes västra spets. 
Innan nuvarande bro anlades fanns en smal järnkonstruktion. Nuvarande bro uppfördes 1942 när Reimersholme började bebyggas med bostadshus i regi av HSB (se kvarteren Flaskan och Räkenholmen). Det är en betongbro med överbyggnad av stål och byggdes i två omgångar. På ett fotografi från 1942 syns byggarbetena när den andra brohalvans järnkonstruktion läggs på plats med hjälp av en pontonkran. Bron har tre spann som vilar på runda betongpelare. Den är 13 meter bred och 50 meter lång, den segelfria höjd är 2,6 meter och djupet under bron är bara en meter.

### Kluckarnas bro
Reimersholmsbron kallades skämtsamt Kluckarnas bro, som en anspelning dels på all sprit som fraktades från Reymersholms Spritförädlings AB som låg på ön, dels på Suckarnas bro, som Långholmsbron över till fängelseön Långholmen brukade kallas.

### Bilder

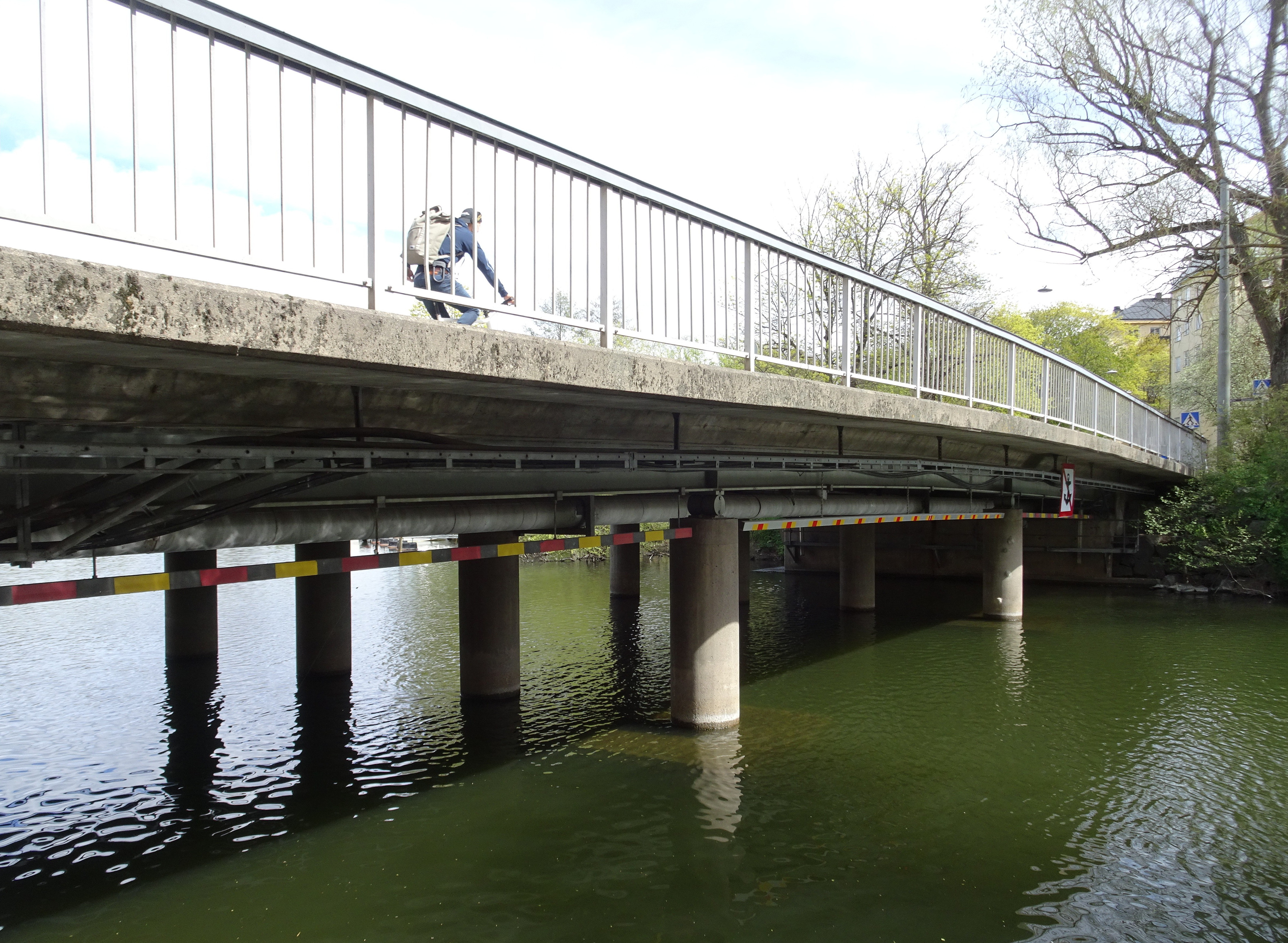
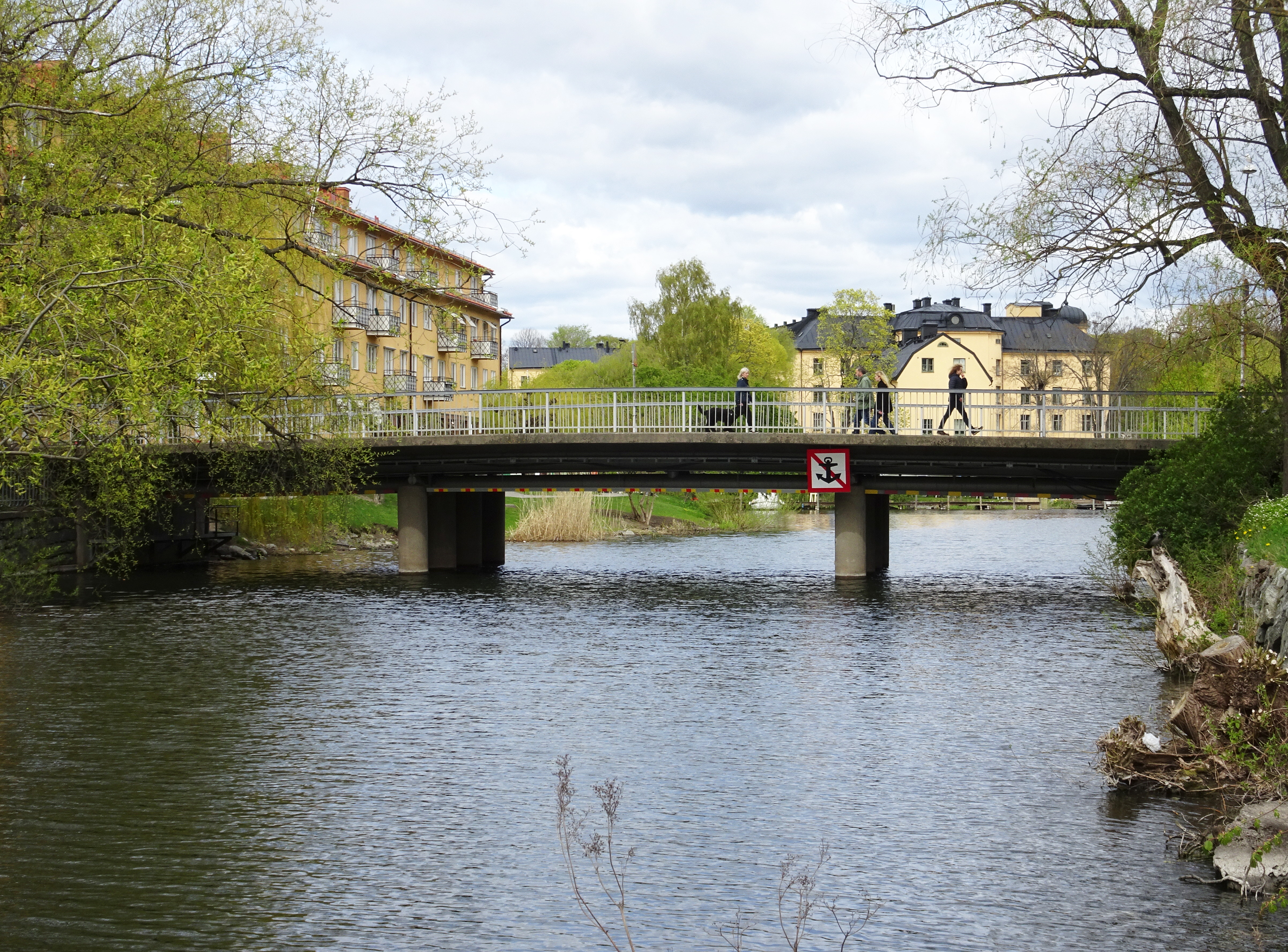
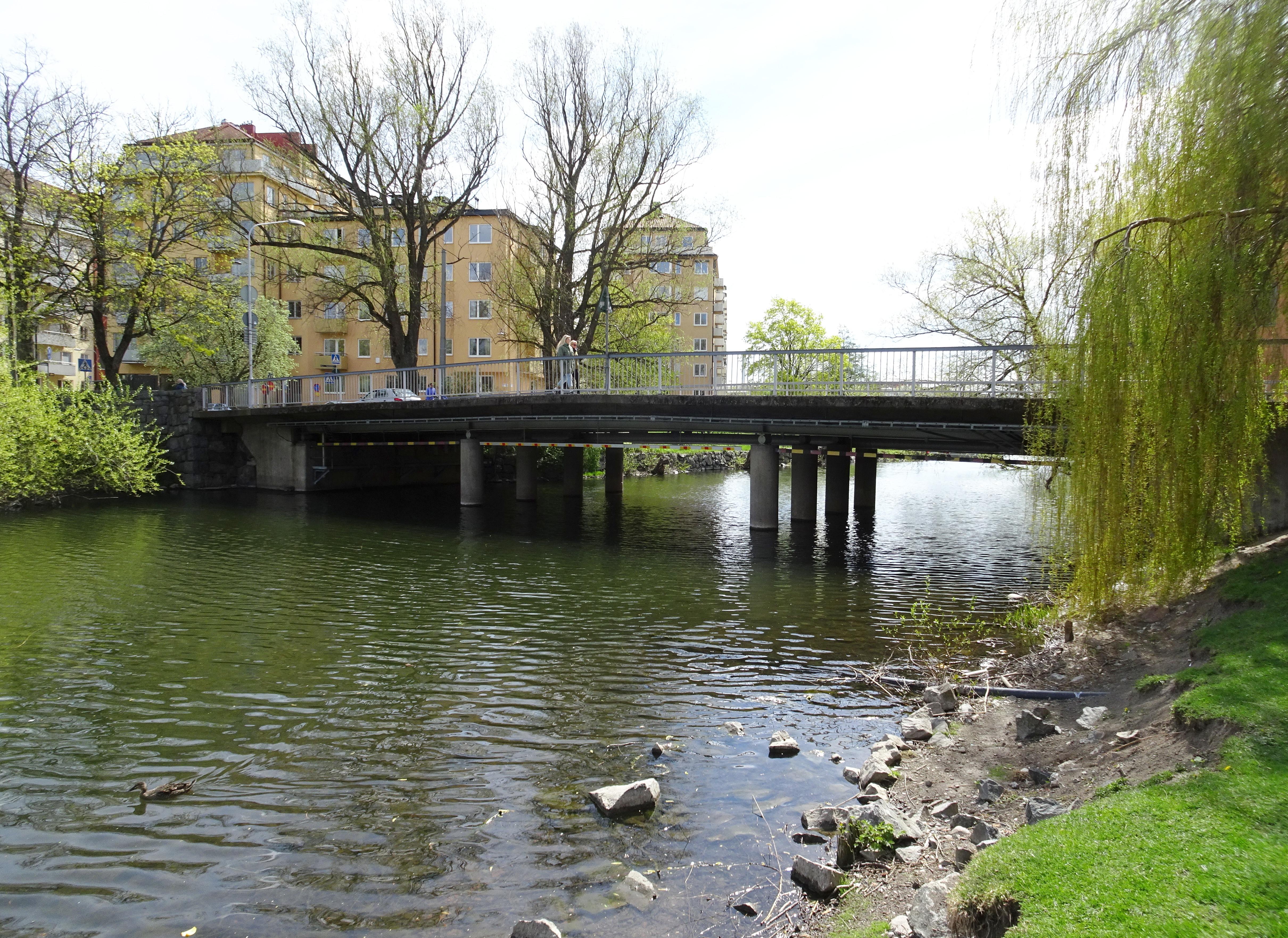
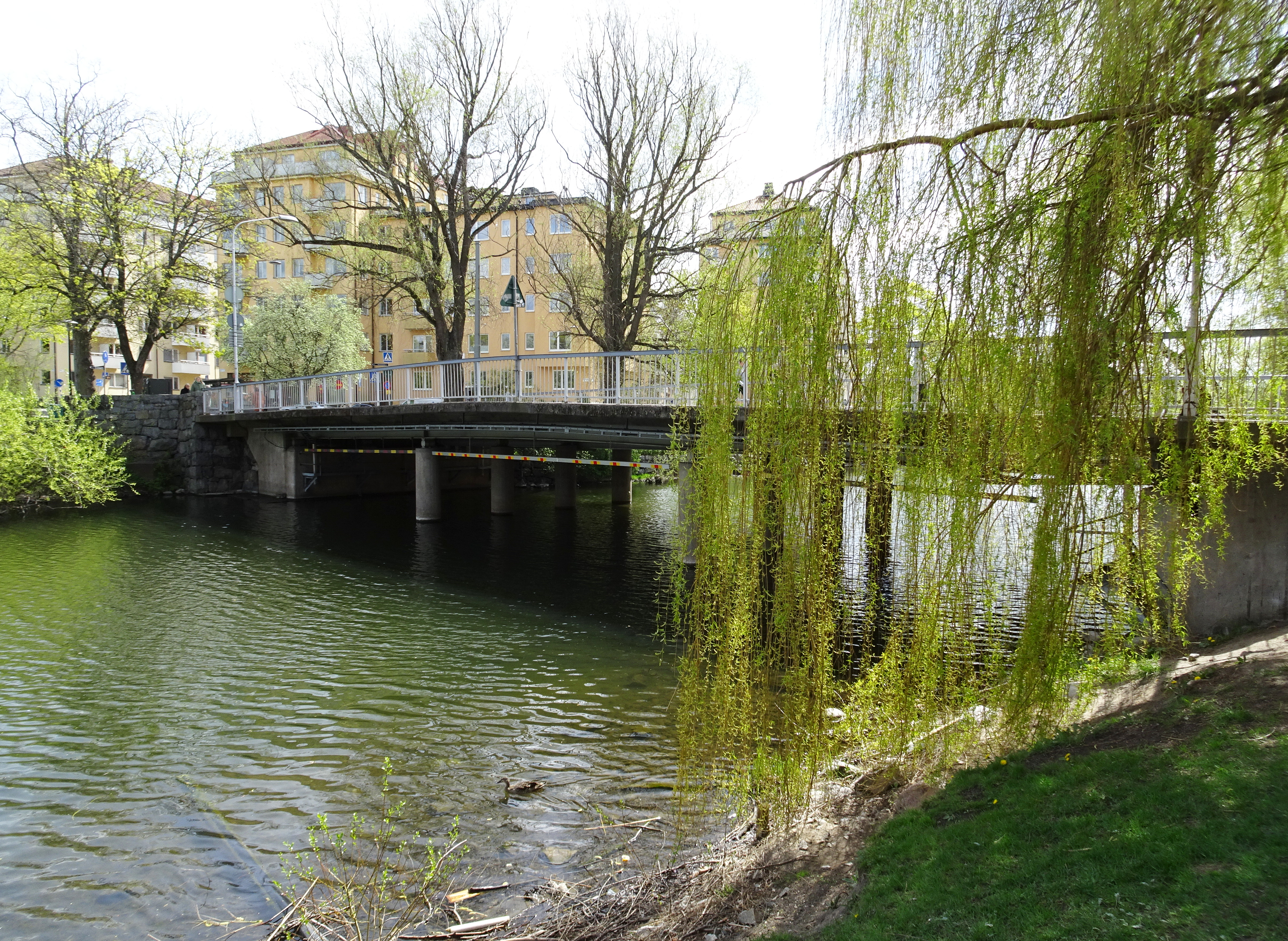